# Храм Рождества Христова в Черневе
Храм Рождества Христова в селе Че́рневе — православный храм Параскево-Пятницкого благочиния Московской городской епархии. Расположен в Южном Бутове, недалеко от станции лёгкого метро Бунинская Аллея.

## История
Деревянный храм в селе Черневе существовал уже в XVI веке. Строительство каменного храма длилось с 1709 по 1722 год. В середине XIX века церковь была реконструирована.
В 1930-х годах службы в храме были прекращены, но здание оставалось нетронутым и в годы войны 1941—1945 годов.
В 1974 году храм внесён в списки памятников архитектуры, состоящих под охраной государства, но храм к тому времени оказался разграблен, так что не осталось и покрытия полов.
Возвращен Русской православной церкви в 1989 году. к тому времени не было ни куполов, ни кровли.
Жизнь храма Рождества Христова возобновилась в 1994 году с первых молебнов возле аварийного храма. Настоятель храма Параскевы Пятницы, расположенного в Северном Бутове, Анатолий Кожа прислал в помощь своих прихожан — верхолазов.
Комиссия Общества охраны памятников дала своё техническое заключение: в храме можно проводить богослужения, и вскоре Московская патриархия благословила ведение богослужений.
С лета 1994 года начались службы. 29 июля 1995 года храм был освящён.